# Piscan Bajo
Piscan Bajo, conocido simplemente como Piscan, es un caserío peruano ubicado en el distrito de Yamango, perteneciente a la provincia de Morropón del departamento de Piura, al norte del Perú. 

## Ubicación
Piscan Bajo se ubica al noreste de la provincia de Morropón, en el distrito de Yamango, en el departamento de Piura.

## Demografía
En 2017 Piscan Bajo tenía una población de 254 habitantes.
| Gráfica de evolución demográfica de Piscan Bajo entre 1993 y 2017 |
|                                                                   |
| Fuentes: Población 1993 y 2017                                    |